# 박선화
박선화는 대한민국의 무용수이자 안무가이다.

## 개요
- 국립 현대 무용단 활동
- 앰비규어스댄스컴퍼니 활동
- 아트 프로젝트 보라 활동
- 대구 시립 무용단 활동
- 단국 대학교 졸업

## SNS
- 인스타그램 - 박선화
- 인스타그램 - 정제공장 프로젝트
- 유튜브 - 박선화

## 언론 보도
- 2022.02.11 연합뉴스 "감정 표현하는 몸에 관한 무대" (국립 현대 무용단 - "몸쓰다")[1]
- 2021.08.13 영남일보 "몸과 춤의 한계 뛰어넘어" 앰비규어스댄스컴퍼니 ‘바디 콘서트’"[2]
- 2020.12.13 중도일보 "국내외 안무가들의 춤의 향연 제19회 대전 뉴댄스 국제페스티벌"[3]
- 2019.03.13 경북신문 "현대 무용의 화려한 춤사위[4]
- 2018.10.18 중부일보 "안산 몸짓페스티벌 10월19 개최"[5]
- 2016.04.18 대구일보 "대구 시립 무용단, 충청도 무대 선다"[6]

## 인터뷰
- 2021.08.12 불확실함 속에서: 솔직하게, 나다운 춤을 추기 - 서울문화재단, "춤:in"
- 2021.03.12 ESQUIRE Korea - 앰비규어스댄스컴퍼니 인터뷰
- 2019.10.00 10월호 댄스포럼, People, Emerging Star "박선화 - 안무는 무용수의 움직임 질감에 중심을 두어야"

## 공연 예정
- 2022.04.01 국립현대무용단 "몸 쓰다" 감정 표현하는 몸에 관한 무대 - 서울 예술의 전당
- 2022.02.18 "앰비규어스댄스컴퍼니 <홀라당>" - 서울 예술의 전당

## 공연 참여
- 2021.12.17 "바디 콘서트" (Body Concert) - 아르코 예술극장 대극장[7]
- 2021.06.04 국립현대무용단 " 그후 1년 - 점."[8]
- 2021.01.27 "ART MUST GO ON" 숨 쉬듯이 BREATHE Ver.1 - 앰비규어스댄스컴퍼니
- 2021.01.15 정제공장 프로젝트 (Project Refinery) "Strange Attractor (이상한 끌개)" - 서강대 메리홀 소극장[9]
- 2020.12.14 프로젝트 리파이너리 (Project Refinery) 기획 공연 "態 (태)" 대구 퍼팩토리 소극장[10]
- 2020.10.07 아트프로젝트 보라 "The Body, Reset to Zero" 제23회 서울 세계 무용 축제[11]
- 2020.09.04 모므로살롱 "뻔한 이야기" Project Refinery (정제 공장)[12]
- 2019.11.02 NDA (New Dance for Asia) 정제공장 프로젝트 (Project Refinery)  "Some Old Story"[13]
- 2019.07.26 아트프로젝트 보라 "Art Project BORA & Guests" 대학로 예술극장 대극장[14]
- 2019.06.06 DMZ Peace Train Music Festival[15]
- 2016.05.06 대구 시립 무용단 제70회 정기공연 "소가 넘어 간다"[16]
- 2014.04.14 대구 시립 무용단, 해설이 있는 현대 춤  "루시드 드림 (Lucid Dream)"[17]

## 광고 참여
- 2021.03.15 "이날치 * 앰비규어스댄스컴퍼니" 후쿠시마 오염수 (Feat. 그린피스)
- 2021.03.15 "이날치 * 앰비규어스댄스컴퍼니" 후쿠시마 오염수 (Feat. 그린피스) - 제작
- 2021.02.25 "어반디타입 (URBANDTYPE)" 서울 한복판에서 경쾌한 스텝
- 2021.01.12 노블레스 티비 (Noblesse TV) - 02. 앰비규어스댄스컴퍼니가 국민체조로 벌인 기이한 춤판
- 2021.01.12 노블레스 티비 (Noblesse TV) - 02. 앰비규어스댄스컴퍼니가 국민체조로 벌인 기이한 춤판 - 기사

## 연습, 비디오클립
- 2022.02.01 "진짜 새해 복 많이 받으세요!"
- 2021.12.23 "바디 콘서트 (Body Concert)" 리허설
- 2021.05.11 히비히비힙발레 - 앰비규어스댄스컴퍼니 연습실
- 2021.03.31 "피버 (Fever)" 중 “실크 타령”